# Brussels Comics Museum
Le Brussels Comics Museum, anciennement appelé Museum of Original Figurines ou MOOF, est un musée belge privé consacré au neuvième art, situé dans la Galerie Horta, sous la gare centrale de Bruxelles, en Belgique.

## Description
Inauguré le 28 septembre 2011, le musée est consacré aux figurines de bande dessinée ainsi qu'à des planches et des dessins originaux ou des objets de collection de la bande dessinée.
Il propose sur 1 300 m2 d'espaces scénographiés, 1 200 figurines et objets originaux sélectionnés parmi une collection de 3 500 pièces,.
Il rassemble une collection unique en Europe, certainement la plus grande en nombre[réf. nécessaire] et met en valeur les héros de la BD belge et européenne tels que Tintin, les Schtroumpfs, Spirou, Gaston Lagaffe, le Marsupilami, Astérix et Obélix, Lucky Luke, les Tuniques bleues, Xico, Blake et Mortimer, certains héros des Comics Américain, Bob et Bobette et bien d'autres, ainsi que des figurines plus locales telles que Jommeke ou les Kiekeboes.
Les décors sont réalisés par de jeunes artistes et étudiants bruxellois pour la plupart.
Le musée est accessible depuis la Place du Marché aux Herbes, par l'accès à la Galerie Horta, par les escalators qui descendent au moins un.
Devant cette galerie, se dresse une statue d'un Schtroumpf blanc de cinq mètres de haut et pesant près de neuf tonnes.

## Histoire
Paul Tasiaux était collectionneur de tout ce qui concerne la BD. Éric Pierre, accompagné par Dominique de Rudder, réalise le souhait de Paul Tasiaux : ouvrir un musée de la figurine et de la bande dessinée, au sens large du terme.
La collection est d'abord entreposée dans un local à Wavre. Le 14 mai 2009, le Moof est inauguré sur 3 000 m2 à Schaerbeek au no 32 du boulevard Auguste Reyers. Le musée déménage et ouvre dans la galerie Horta le 28 septembre 2011.